# Loxocera omei
Loxocera omei är en tvåvingeart som beskrevs av Shatalkin 1998. Loxocera omei ingår i släktet Loxocera och familjen rotflugor. Inga underarter finns listade i Catalogue of Life.